# Lönnrotinkatu
Lönnrotinkatu, (suédois : Lönnrotsgatan)  est une rue du quartier de Kamppi à Helsinki en Finlande. 

## Architecture

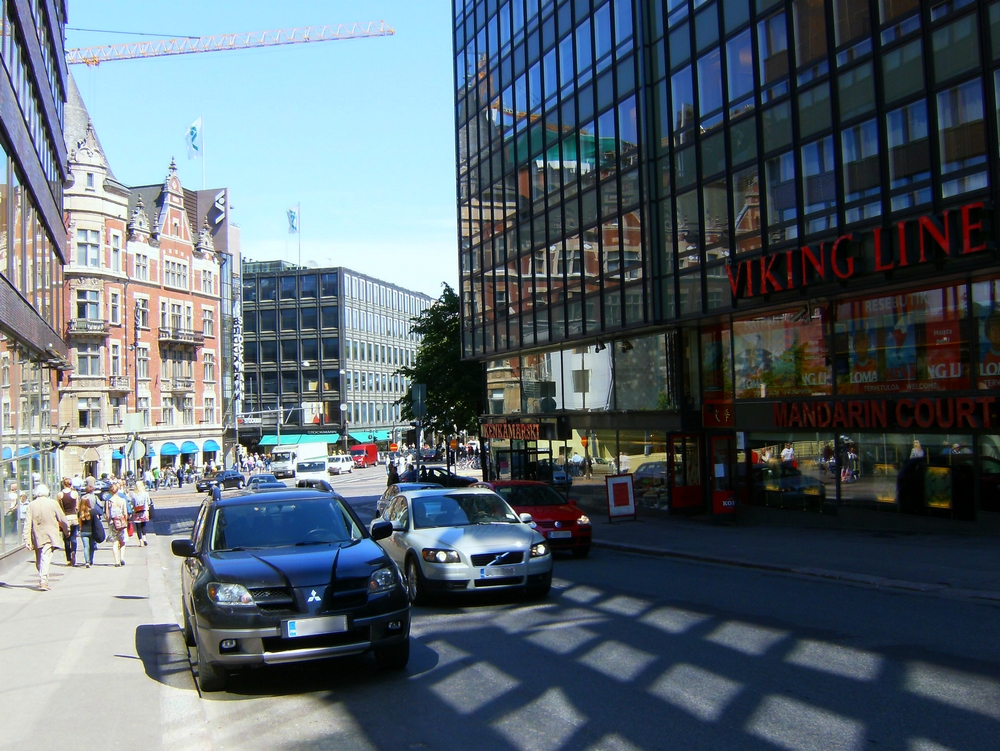
Lönnrotinkatu commence à Mannerheimintie. Au fond on aperçoit Pohjoisesplanadi.

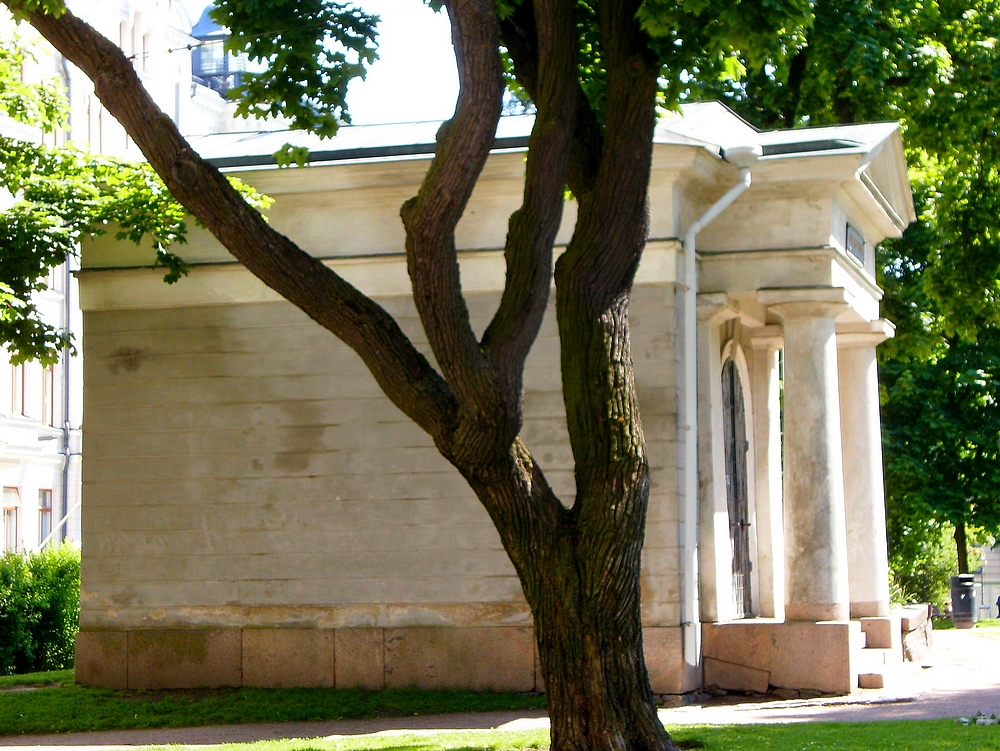
Tombe de Johan Sederholm au croisement de Lönnrotinkatu et de Yrjönkatu.

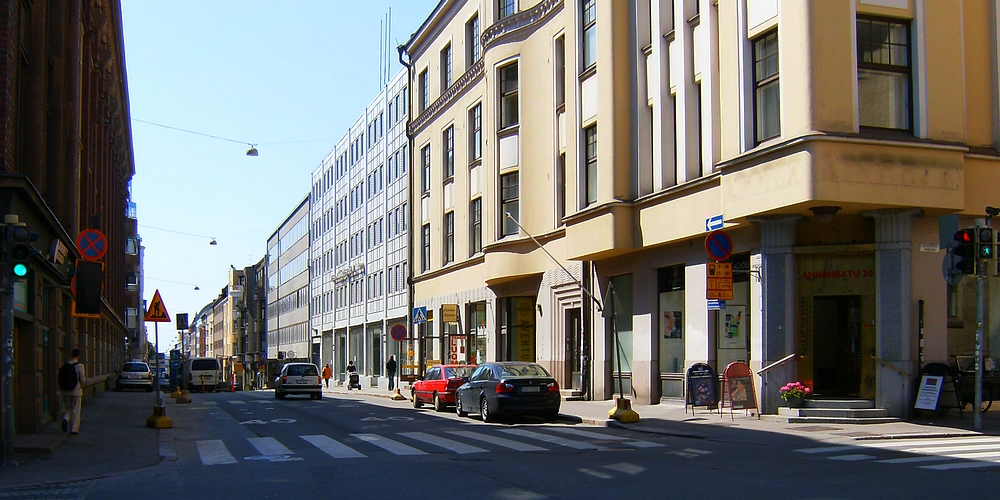
Croisement avec Annankatu.

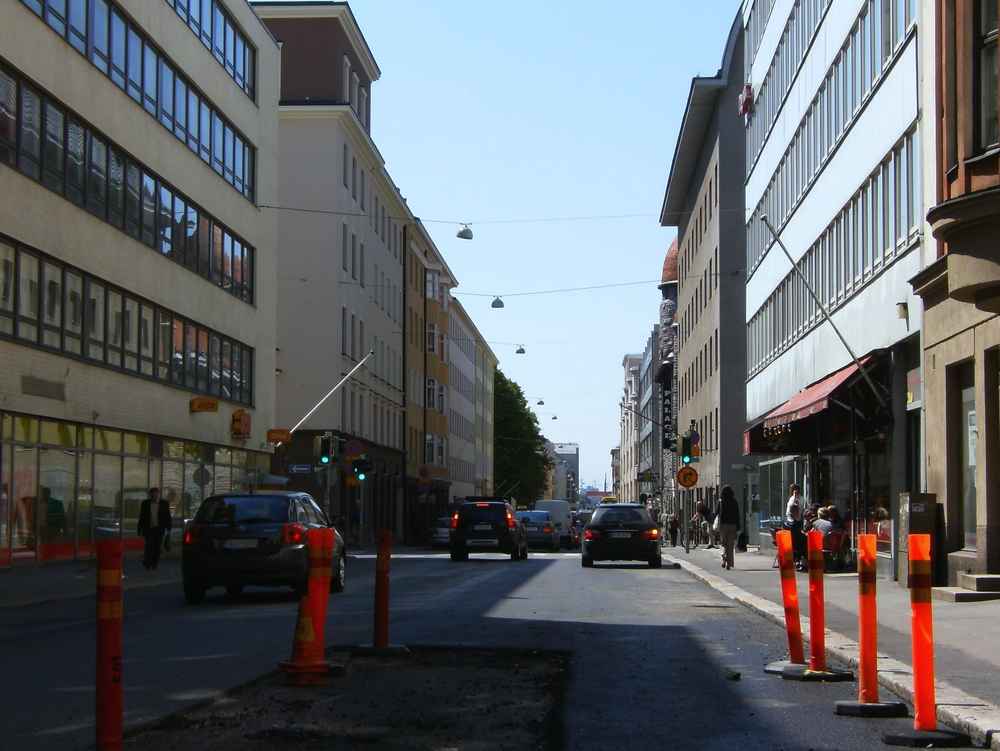
Croisement avec Fredrikinkatu.

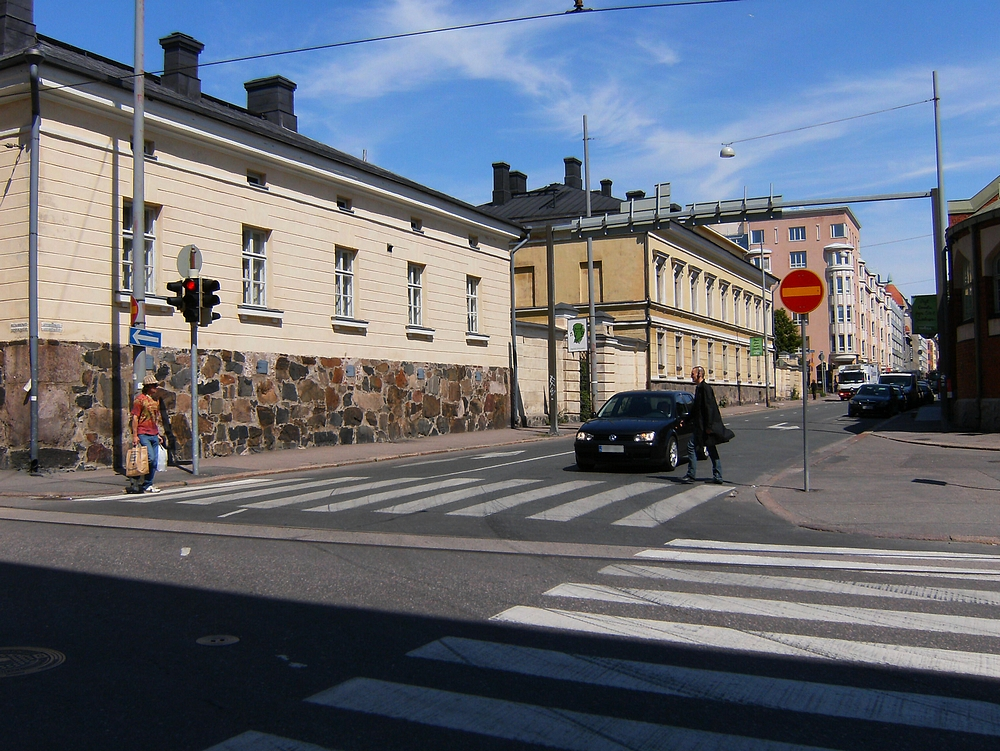
Bâtiments entre Hietalahdenkatu et Abrahaminkatu.

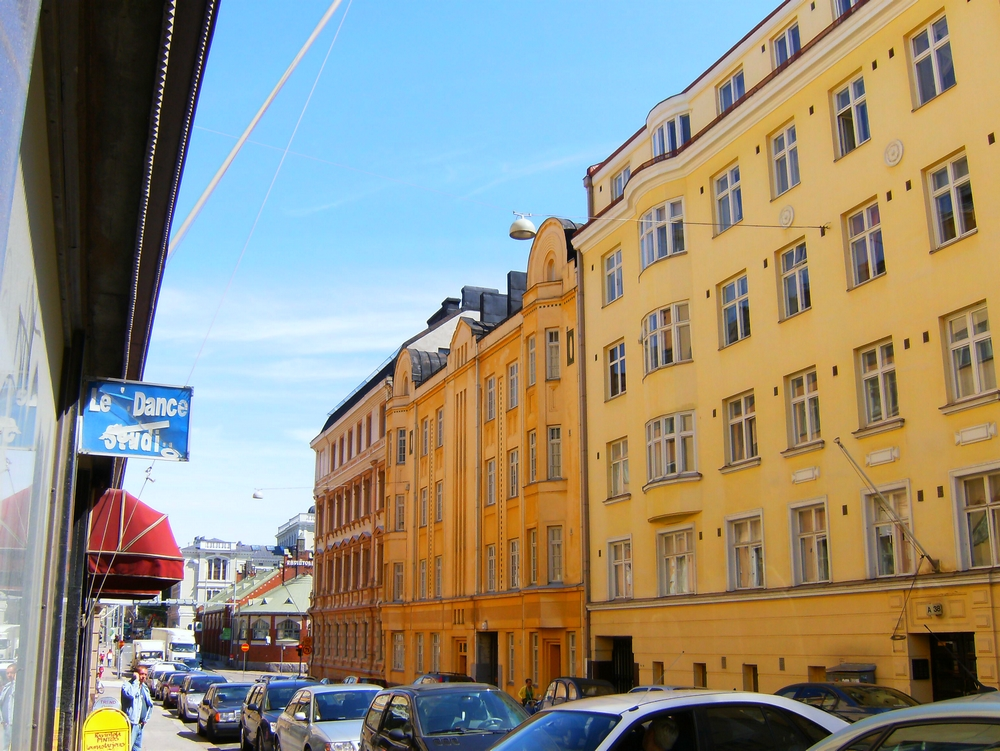
Partie comprise entre Köydenpunojankatu et Hietalahdenkatu.

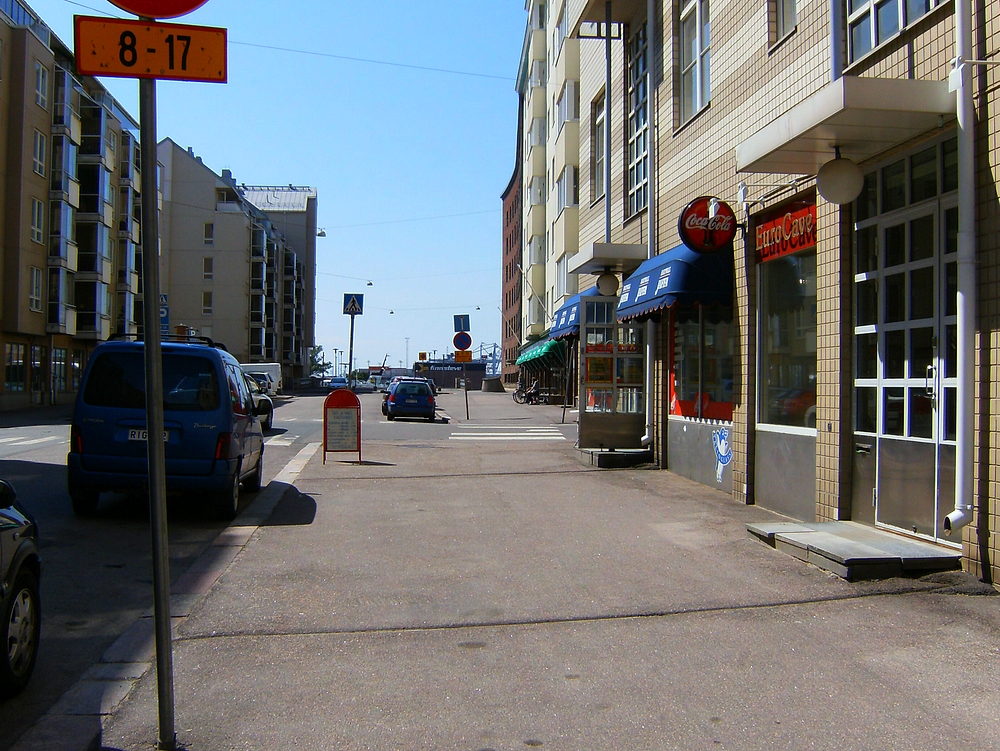
Partie sud-ouest de Lönnrotinkatu.

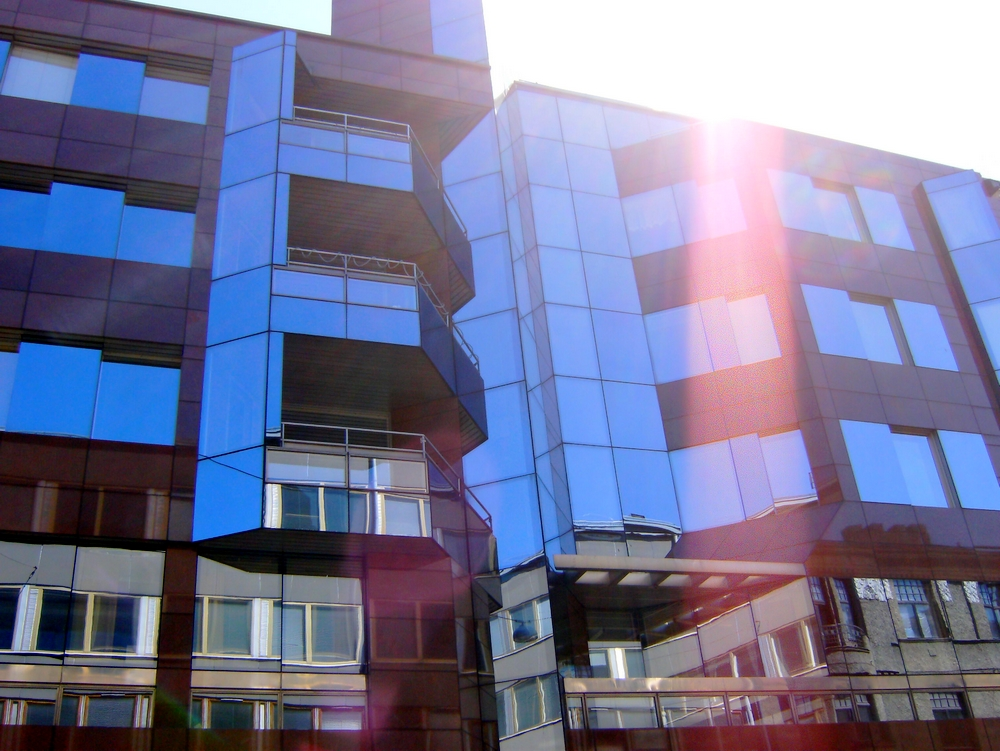
Lönnrotinkatu 12.

### Numéros impairs
- Mannerheimintie
- Lönnrotinkatu 1, Einari Teräsvirta, 1962 (Hôtel Marski)
- Lönnrotinkatu 3, Florentin Granholm, 1896[1]
- Yrjönkatu
- Lönnrotinkatu 5, Armas Lindgren, 1911
- Lönnrotin puistikko 1–3, Sebastian Gripenberg, 1880 (Lycée Ressu)
- Lönnrotin puistikko
- Lönnrotinkatu 7, Georg Wasastjerna, Werner Polón, 1905
- Annankatu
- Lönnrotinkatu 9, Selim A. Lindqvist, 1910
- Lönnrotinkatu 11, Esko Kahri, Jussi Mikkilä, Paavo Mykkänen, 1973
- Lönnrotinkatu 13, Erkki Karvinen, 1963
- Lönnrotinkatu 15, Gustaf Adolf Lindberg, Knut Wasastjerna, 1907
- Fredrikinkatu
- Lönnrotinkatu 17, Lars Sonck, 1912
- Lönnrotinkatu 19, Artur Kullman, 1940
- Lönnrotinkatu 21, Taavetti Artturi Elo, 1927
- Lönnrotinkatu 23, David Frölander-Ulf, 1925
- Lönnrotinkatu 25, Maison VPK, Kaj Salenius, 1957
- Albertinkatu
- Lönnrotinkatu 27, Kaj Englund, 1938
- Lönnrotinkatu 29, Karl Lindahl, Valter Thomé, 1903
- Lönnrotinkatu 31, Eino Tuompo, 1960
- Lönnrotinkatu 33-35, Väinö Vähäkallio, 1925
- Abrahaminkatu
- Lönnrotinkatu 37 - Abrahaminkatu 2, Jussi Paatela, 1939
- Lönnrotinkatu 37, Carl Ludvig Engel, 1827,
- Hietalahdenkatu 1 - Lönnrotinkatu 37, Carl Ludvig Engel, 1835
- Hietalahdenkatu
- Lönnrotinkatu 39, Fredrik Elenius, Oiva Suvanto, 1924
- Lönnrotinkatu 41, Iikka Martas, Jussi Lappi-Seppälä, 1941
- Lönnrotinkatu 43a, Artur Kullman, Helena Lindgren-Ruohtula, 1930
- Lönnrotinkatu 43b, Veijo Martikainen, 1989
- Köydenpunojankatu
- Lönnrotinkatu 45, Helge Lundström, 1939
- Lönnrotinkatu 47, Maunu Siitonen, 1941
- Ruoholahdenranta

### Numéros pairs
- Mannerheimintie
- Lönnrotinkatu 2, P. Salomaa, 1960
- Lönnrotinkatu 4, Onni Tarjanne, 1911
- Lönnrotinkatu 4 - Yrjönkatu 13, Onni Tarjanne, 1890
- Yrjönkatu
- Parc de la Vieille église d'Helsinki; Tombe de Johan Sederholm, Carl Ludvig Engel, ?
- Lönnrotinkatu 6, Vieille église d'Helsinki, Carl Ludvig Engel, 1826
- Annankatu
- Lönnrotinkatu 8-10, W. G. Palmqvist, 1937
- Lönnrotinkatu 12, Tapani Leppälä, 1992
- Lönnrotinkatu 14, Jalmari Kekkonen, 1924
- Fredrikinkatu
- Lönnrotinkatu 16, Cronstedt, Schultz & Röneholm, 1927
- Lönnrotinkatu 18, Ragnar Gustafsson, 1939
- Lönnrotinkatu 20, Antti Miettinen, 1972
- Lönnrotinkatu 22, A. A. Siren, M. Stigell, 1882
- Lönnrotinkatu 24, Klaus Groth, 1969
- Albertinkatu
- Lönnrotinkatu 26, Vietti Nykänen, 1929
- Lönnrotinkatu 28, Sven Kuhlefelt, 1932
- Lönnrotinkatu 30, Ole Gripenberg, 1932
- Lönnrotinkatu 32, K. Andersson, 1890, (Metropolia)
- Abrahaminkatu
- Hietalahdentori; Halle de Hietalahti, Selim A. Lindqvist, 1904 (pas de numéro)
- Hietalahdenkatu
- Hietalahdenkatu 4 - Lönnrotinkatu 36, Theodor Höijer, 1885
- Lönnrotinkatu 36, Einar Sjöström, 1910
- Lönnrotinkatu 38, Taavetti Artturi Elo, 1926
- Lönnrotinkatu 40, Heikki Kaartinen, 1911
- Köydenpunojankatu
- Köydenpunojankatu 2b, Sakari Halonen, 1990
- Lönnrotinkatu 42, Heimo Kautonen, 1957
- Ruoholahdenranta